# Индало
| Схематично изображение на индало |  | Скулптура на индало на улица в Алмерия |
| Схематично изображение на индало |  | Скулптура на индало на улица в Алмерия |

Индало (на испански: Indalo) е древен символ, изобразяващ човешка фигура, която държи над главата си дъга.
Той е открит за пръв път през 1868 година в пещера в провинция Алмерия. Изображенията са датирани към неолита от средата на III хилядолетие пр.н.е. Значението на символа не е изяснено, като според някои предположения то показва древно божество. През десетилетията след неговото откриване, индало се превръща в местен знак за късмет, поставян често пред къщи и магазини.